# 직파법
직파법(直播法)은 농지에 직접 씨를 뿌려 작물을 재배하는 농법이다. 일반적인 농사에서는 이식법과 반대되는 용어로서 사용된다. 벼농사의 경우 모판에서 모를 키워 논으로 옮겨 심는 모내기(이앙법)와 대비된다.

## 역사
한반도에서 조선 중기 이전까지는 이앙법에 비해 직파법이 우세했던 것으로 보인다. 모내기에 대한 최초의 기록은 고려사의 공민왕 대였으며, 조선 전기에는 아예 이앙법을 금지하고 직파법만으로 벼농사를 할 수 있게 하였다.